# Chaumont (Alto Marne)
Chaumont es un municipio (commune) francés, situado en el departamento de Alto Marne y en la región de Gran Este. Sus habitantes se llaman, en francés, chaumontais o chaumontois.

## Historia
Su nombre procede de Calvus Mons (el monte calvo), que hace referencia al espolón abrupto que domina los valles del Marne y el Suize. En ese punto se edificó en el siglo X la ciudad. En sus orígenes feudales, fue primero una fortaleza de los condes de Bassigny. Posteriormente, fue residencia de los condes de Champaña durante un siglo, hasta que en 1329 pasó a la corona.
El 1 de marzo de 1814 se firmó en Chaumont el tratado de la Santa Alianza.
Su viaducto ferroviario, de 600m de longitud, es uno de los mayores construidos en el siglo XIX. Destruido parcialmente el 31 de agosto de 1944, fue restaurado y sigue en servicio.

## Geografía
Se sitúa sobre un espolón en los límites de la meseta de Langres, junto a los ríos Marne y Suize, y el canal del Marne al Saona.
Desde la construcción del viaducto en el XIX, es un nudo ferroviario. Actualmente es más importante como cruce de autopistas (A5, A31).

## Demografía
| 5 253 | 6 188 | 6 102 | 5 487 | 6 347 | 6 318 | 6 243 | 6 374 | 9 263 | 7 673 | 8 285 | 8 500 | 9 226 | 12 160 | 12 852 | 13 280 | 13 428 | 14 622 | 14 872 | 14 870 | 16 210 | 15 178 | 15 941 | 18 069 | 16 851 | 19 346 | 21 717 | 25 779 | 27 226 | 27 554 | 27 041 | 25 996 | 24 321 |
| Para los censos de 1962 a 1999 la población legal corresponde a la población sin duplicidades (Fuente: INSEE [Consultar]) |       |       |       |       |       |       |       |       |       |       |       |       |        |        |        |        |        |        |        |        |        |        |        |        |        |        |        |        |        |        |        |        |

| 1962   | 1968   | 1975   | 1982   | 1990   | 1999   | 2007   |
| ------ | ------ | ------ | ------ | ------ | ------ | ------ |
| 23 504 | 26 591 | 27 944 | 28 383 | 27 988 | 27 017 | 25 332 |

## Administración y política
En el referendo sobre la Constitución Europea ganó el no con un 54,41% de los votos.
Algunos resultados electorales recientes (primeras vueltas del sistema francés):
| Extrema izquierda | Lista de izquierda (socialistas, comunistas y otros) | Ecologistas | dos listas de derecha tradicional | Frente Nacional | Extrema derecha |
| ----------------- | ---------------------------------------------------- | ----------- | --------------------------------- | --------------- | --------------- |
| 5,8%              | 32,8%                                                | 9,6%        | 34,6%                             | 15,8%           | 1,4%            |

## Economía
Según el censo de 1999, la distribución de la población activa por sectores era:
| agricultura | industria | construcción | servicios |
| ----------- | --------- | ------------ | --------- |
| 1,1%        | 14,6%     | 5,1%         | 79,2%     |

Es famosa por su industria de guantes y calzado.

## Ciudades hermanadas
- Ashton-under-Lyne (Reino Unido), desde 1956
- Bad Nauheim (Alemania), desde 1983
- Ivrea (Italia), desde 1992
- Oostkamp (Bélgica), desde 2005
- Balbigny (Francia)
- Baillif (Francia)
- San (Malí), hermanamiento de cooperación

## Galería

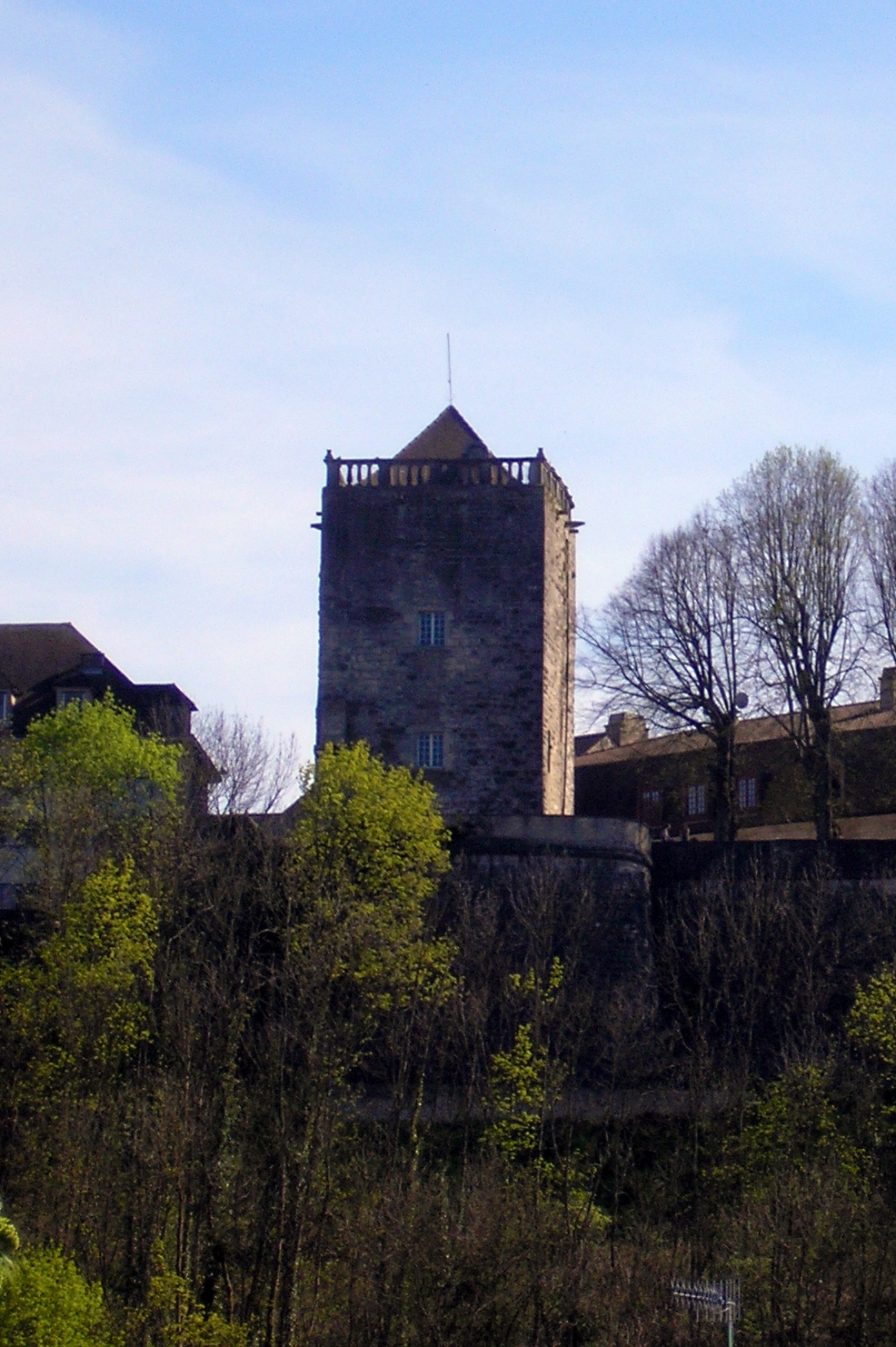
Le Donjon des Comtes de Champagne (siglo XI-XII)
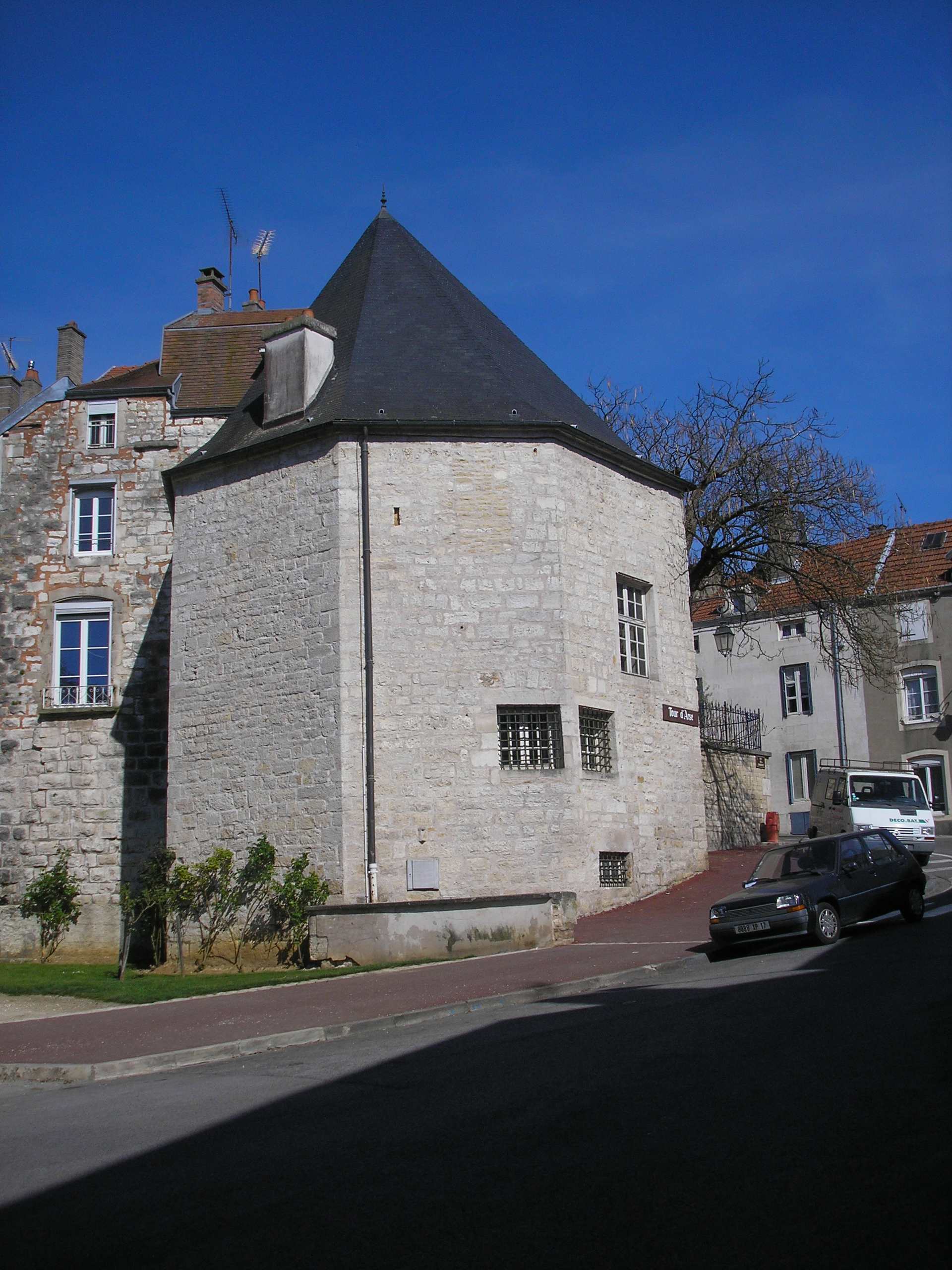
Tour d'Arse (siglo XIII)
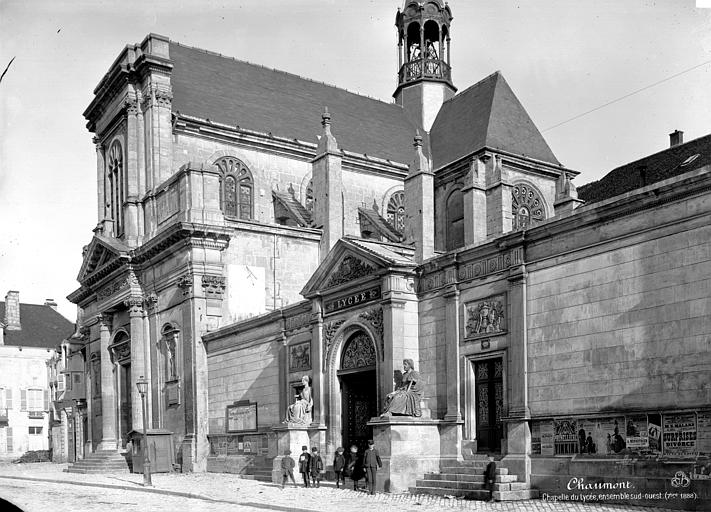
Colegio de los Jesuitas (1888)
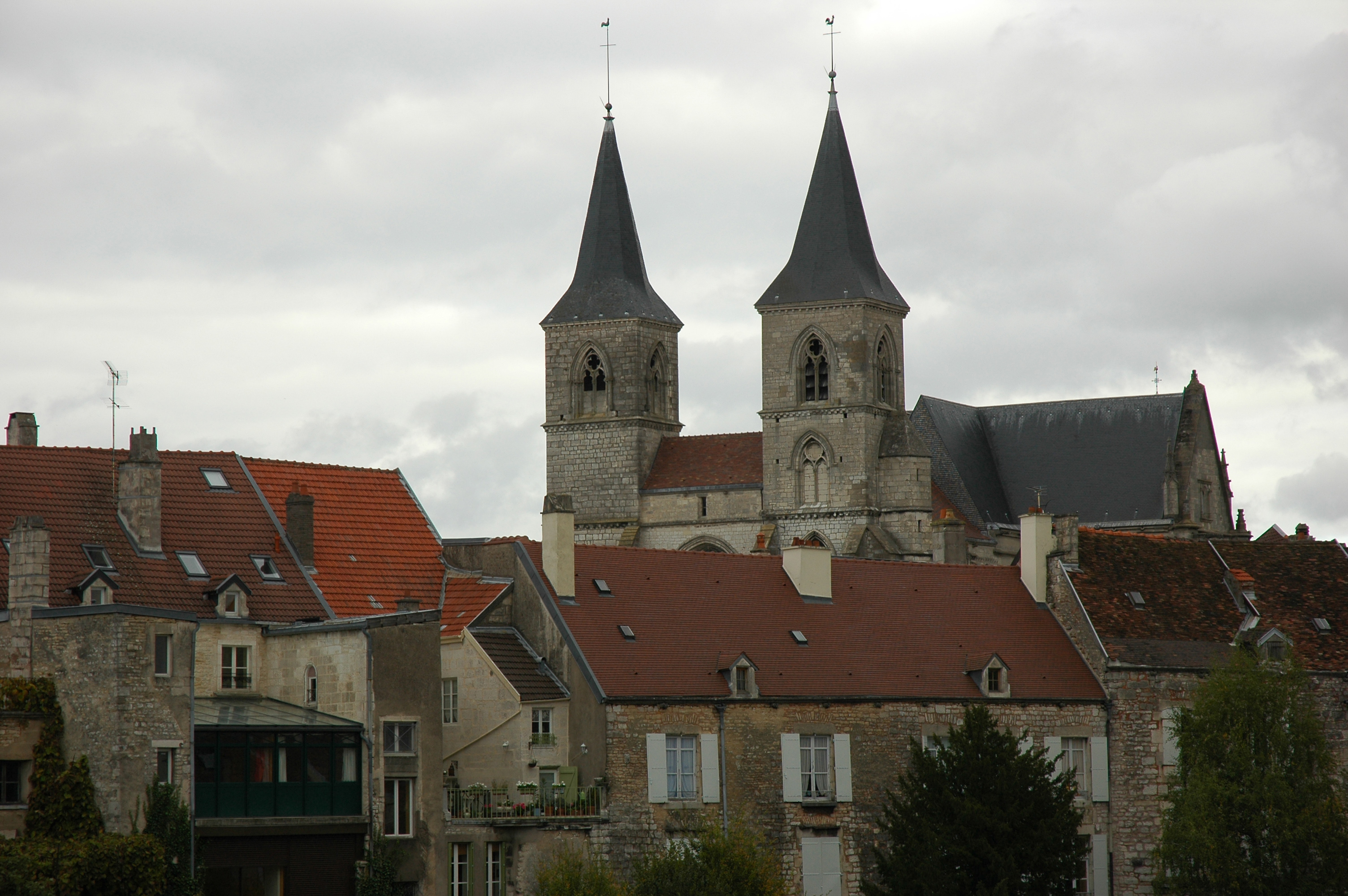
La basílica de Saint Jean Baptiste
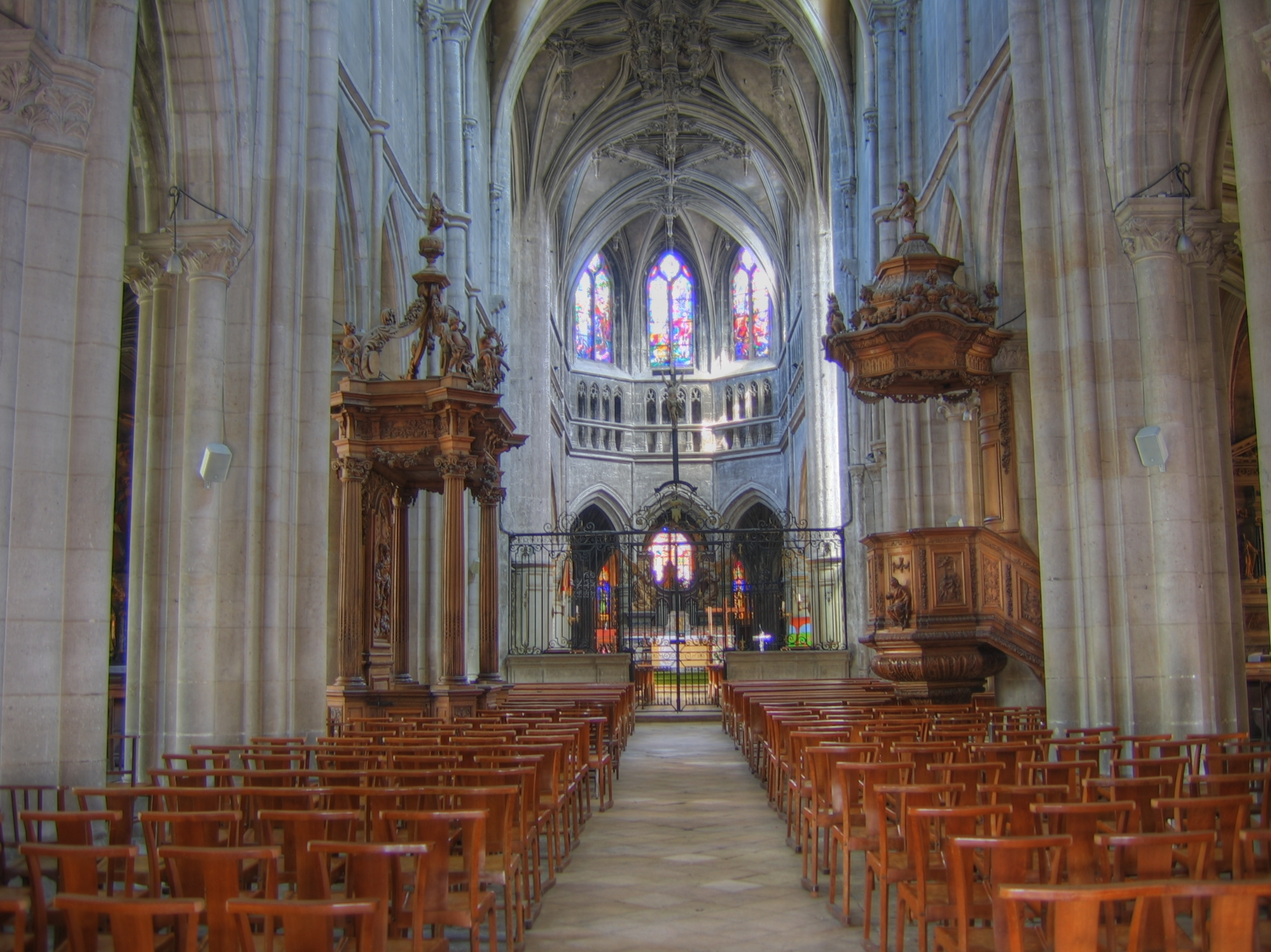
Interior de la basílica
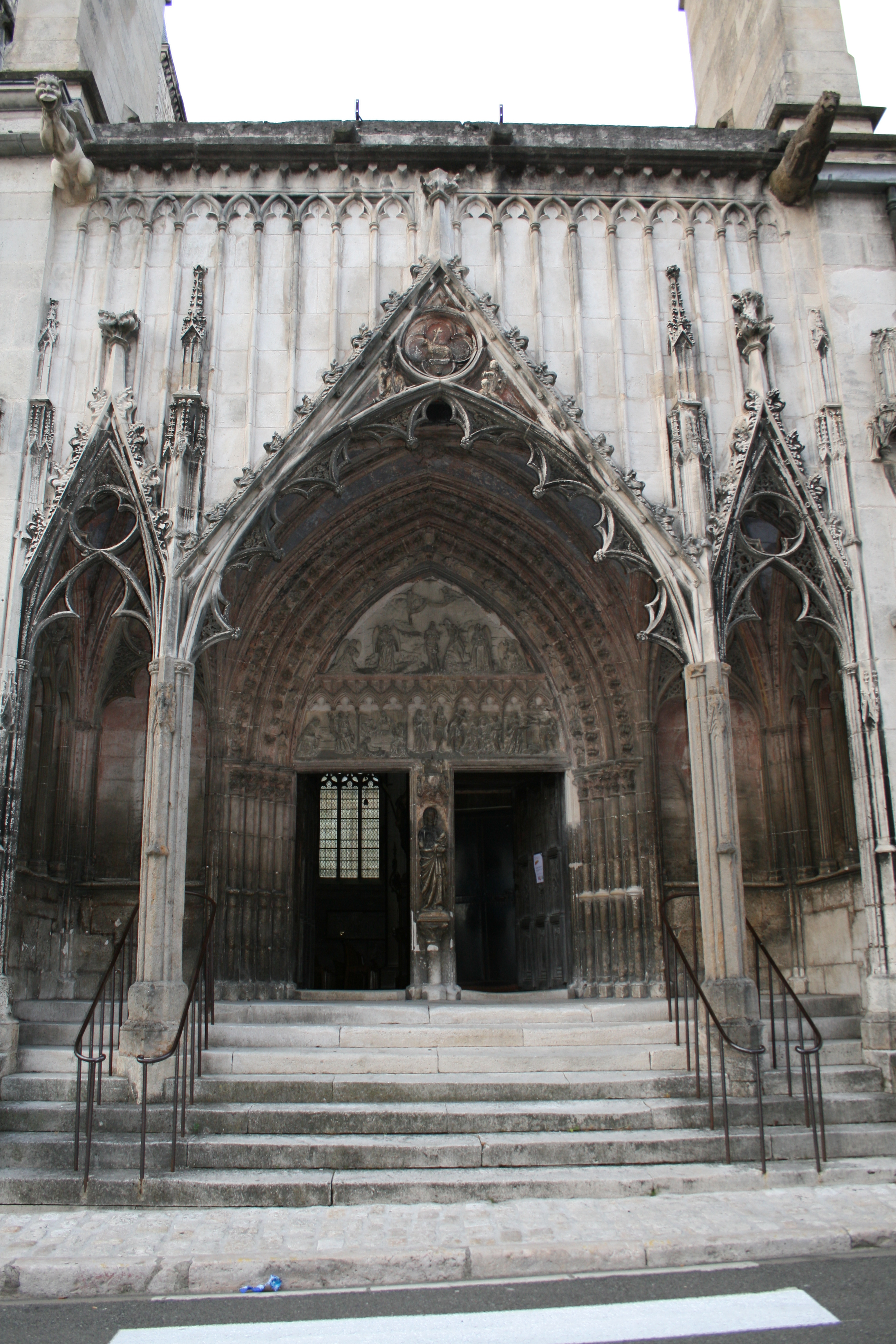
Portal sur
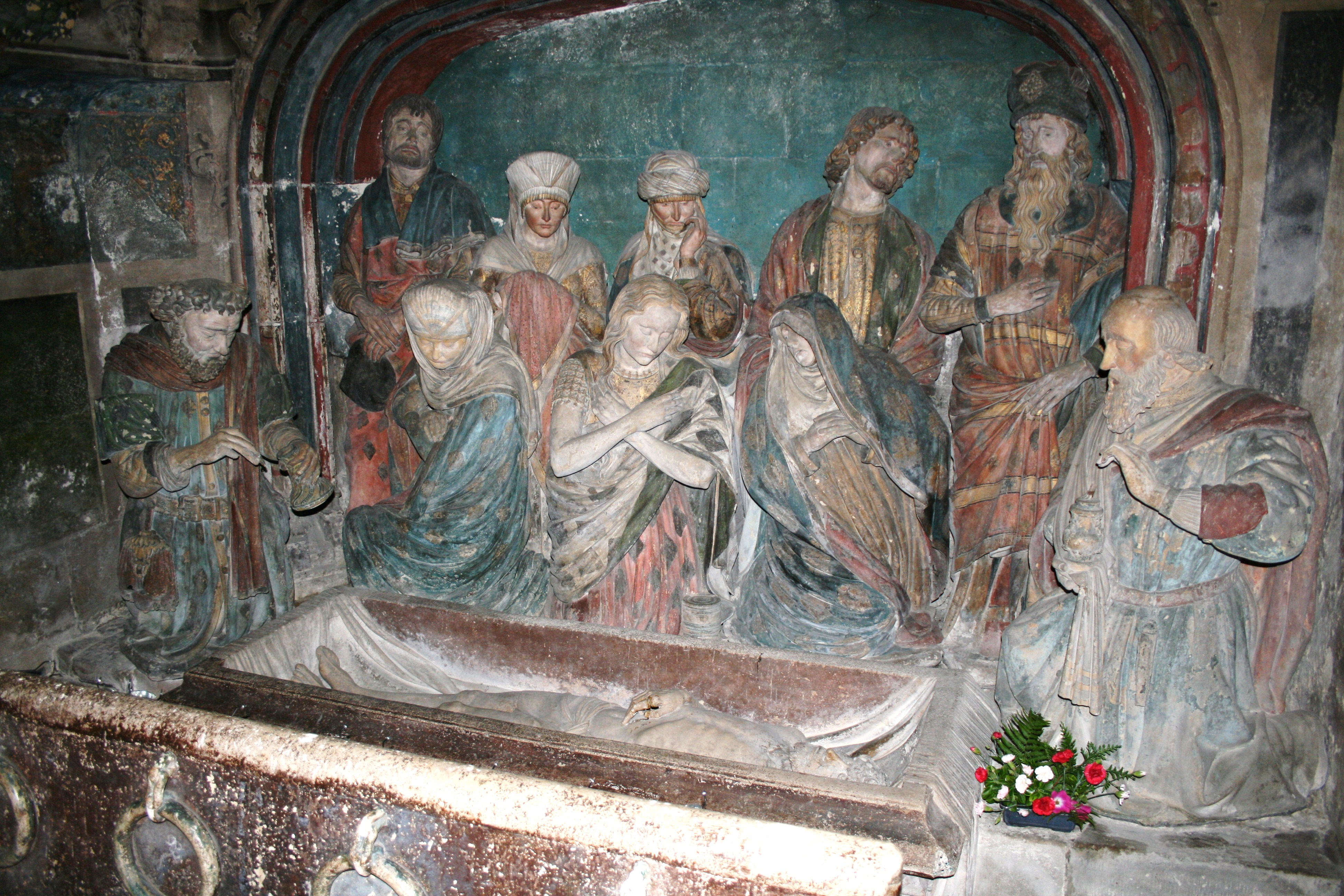
El sepulcro de San Juan Bautista
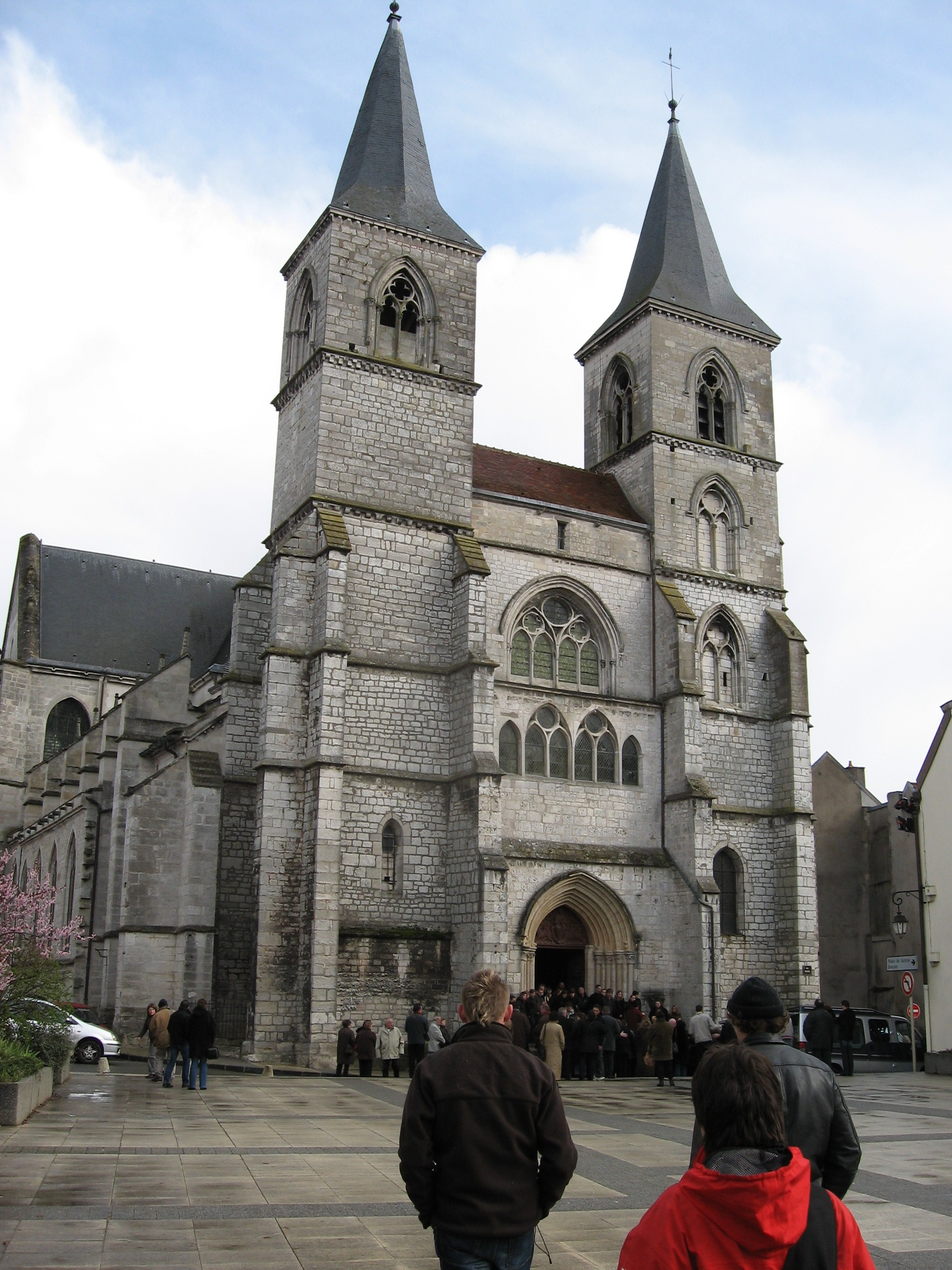
La basilique St-Jean Baptiste